# Robert Campin

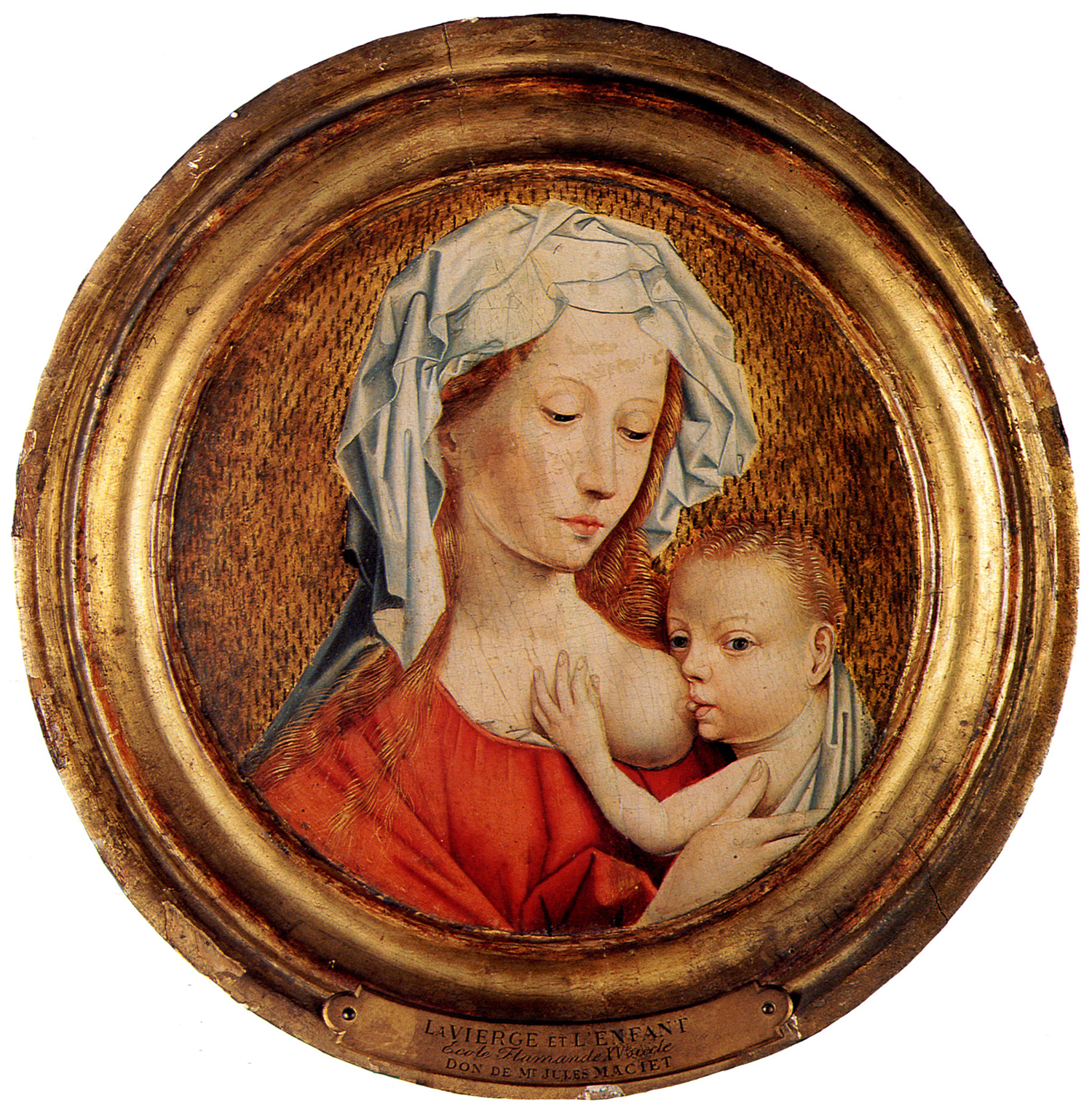
Szoptató Szűzanya (1430; Szépművészeti Múzeum, Dijon)

Robert Campin (Korábbi megnevezése: Flémalle-i mester) (Tournai, 1375. körül — Tournai, 1444. április 26.) flamand festő.

## Élete, munkássága
Sokáig nem ismerték a festőt név szerint, s a Liège közelében közelében fekvő kis Flémalle községről, ahonnan egyik műve származott, „Flémalle-i mester” néven emlegették. A Szent család című triptichon volt e kép, nevezik Merode oltárnak is, mert sokáig a Merode család tulajdonában volt, ma a Metropolitan Múzeum őrzi New Yorkban. Campin részben elődje, de inkább kortársa a Van Eyck-testvéreknek. 1406-1444 közt Tournai-ban élt és alkotott, stúdiójában híres tanítványok is megfordultak, köztük Rogier van der Weyden, Jacques Daret. 
Feltehetően Campin is festett a burgundi udvar számára, köztük a Jézus születése című táblaképét, amelyet ma dijoni Szépművészeti Múzeumban őriznek. A középkori francia festészet nyomán felgyülemlett festéstechnikai eszközöket figyelhetjük meg e képen, de a kép több is ennél, térszemlélete teljesen új és a hirtelenül hátraszaladó, egyenletesen szórt fényben fürdő táj előterében csoportosuló alakokat erős plaszticitással formálta meg a művész. A Gyermekét szoptató Madonna című képét és annak variánsait 1420 után alkotta. A Werl oltáron (Prado, Madrid) ábrázolt szentek is már teljesen a flamand emberek közt élnek, családias légkörben és benne a flamand tájban. Erős oldala mind a kompozícióteremtés, mind a figurális ábrázolás, s a tudósítás saját koráról, tájak, jellemek, használati eszközök.

## Galéria

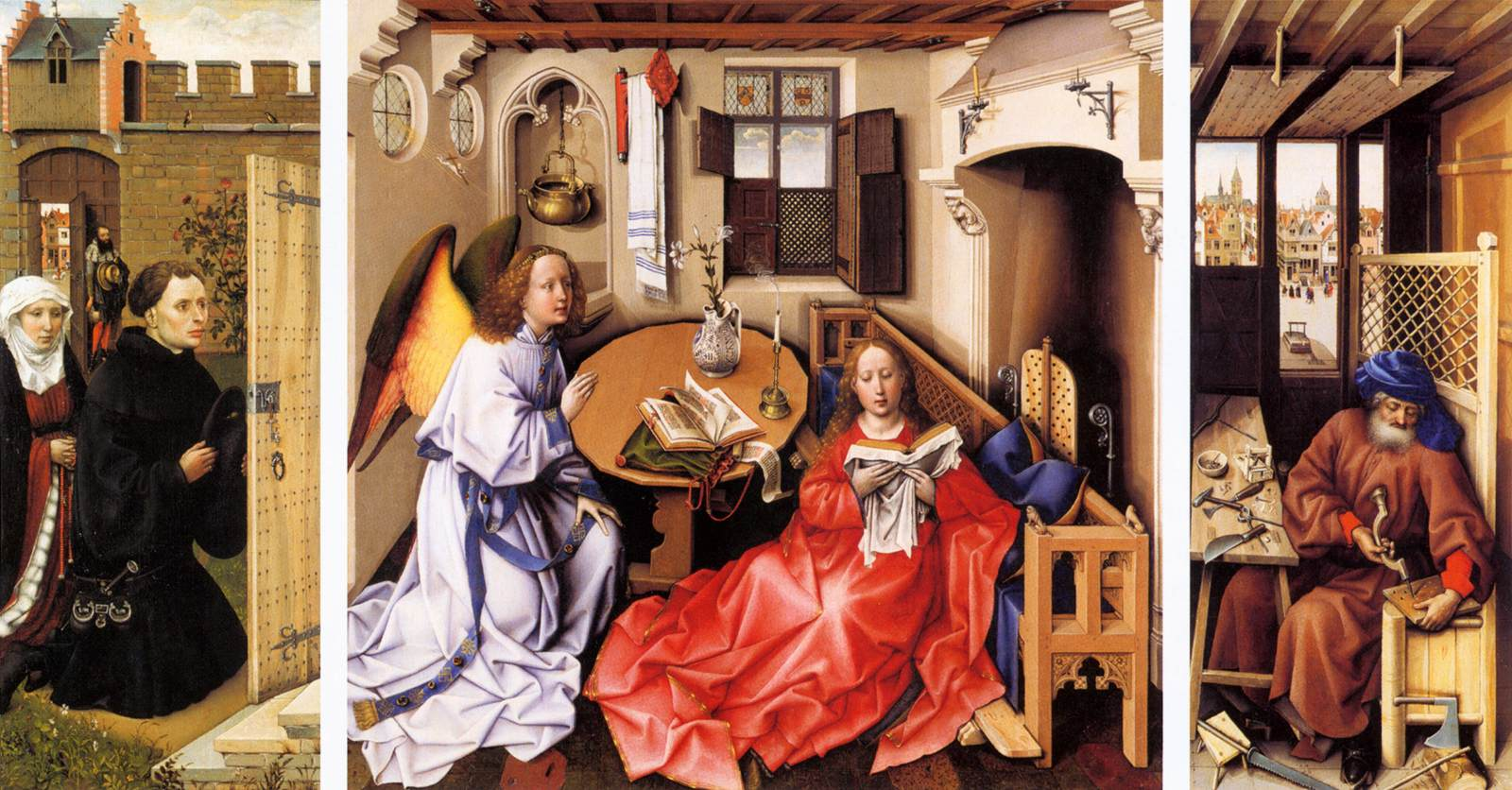
Mérode oltár
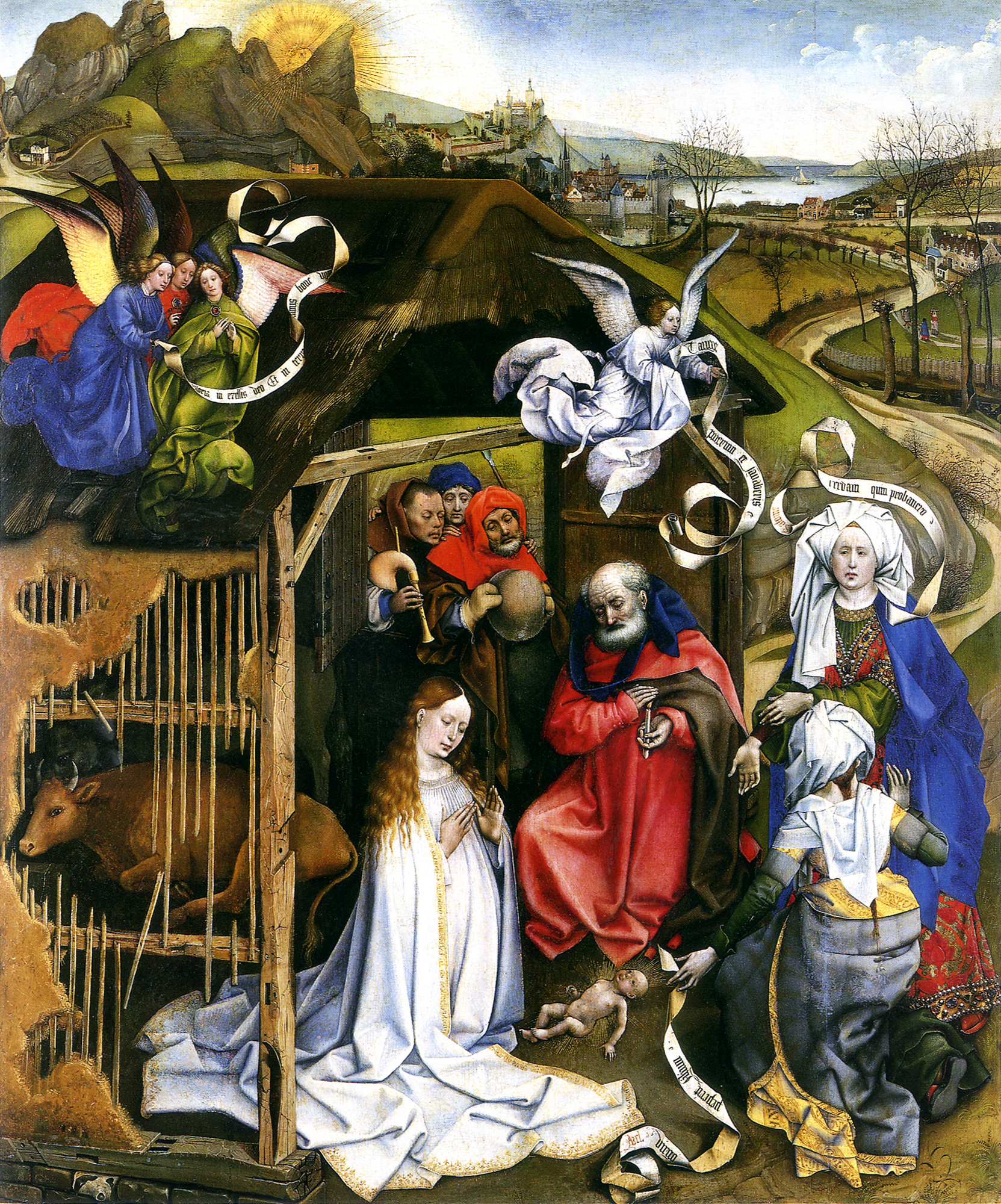
Jézus születése : táblakép
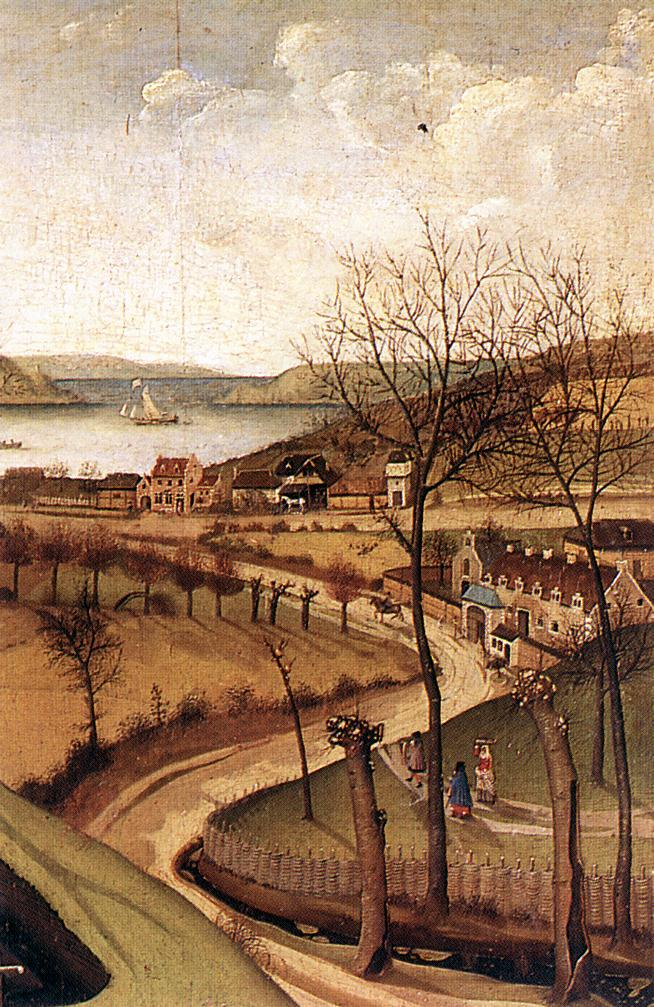
Jézus születése (részlet, tájkép)
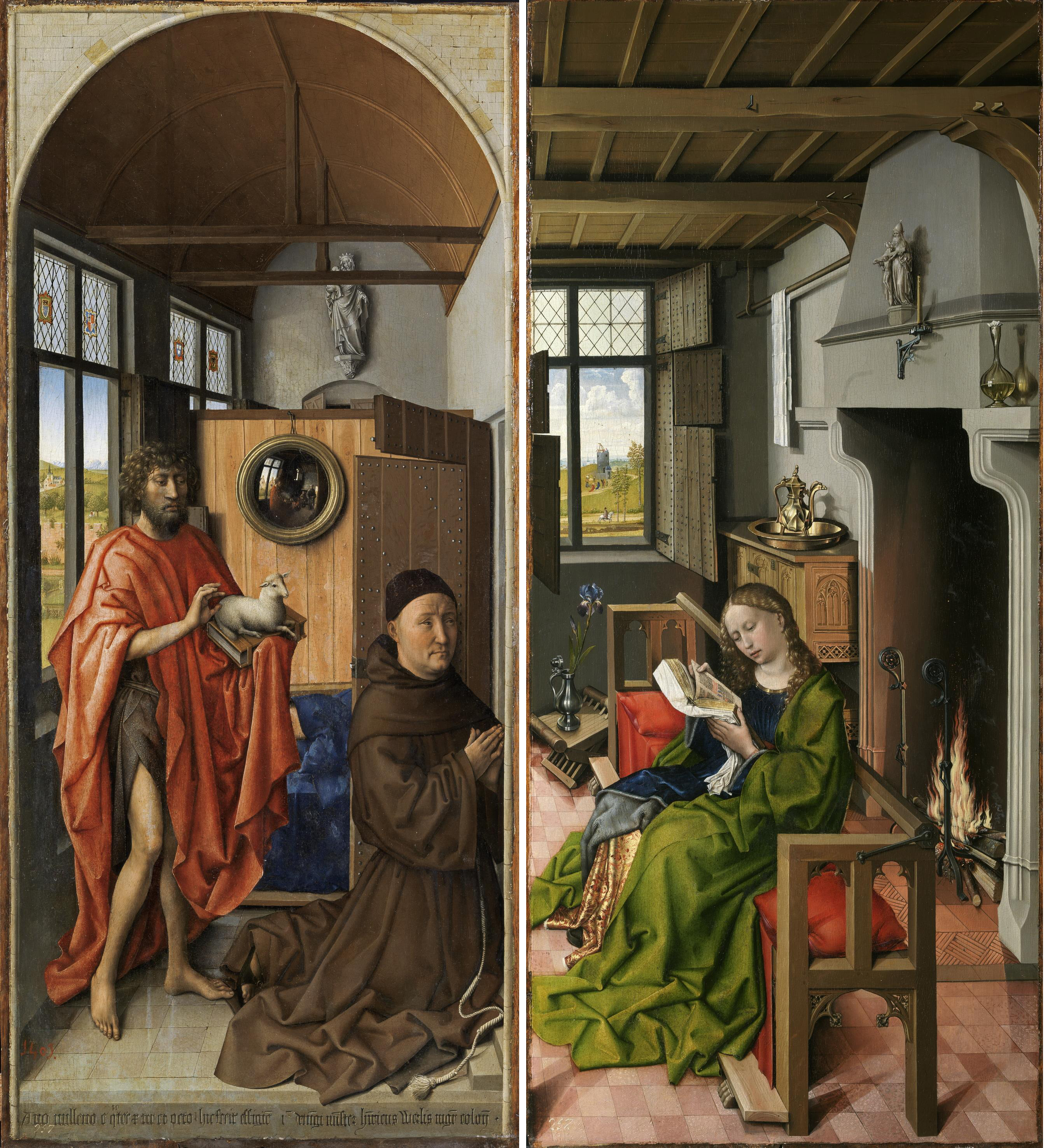
Werl oltár
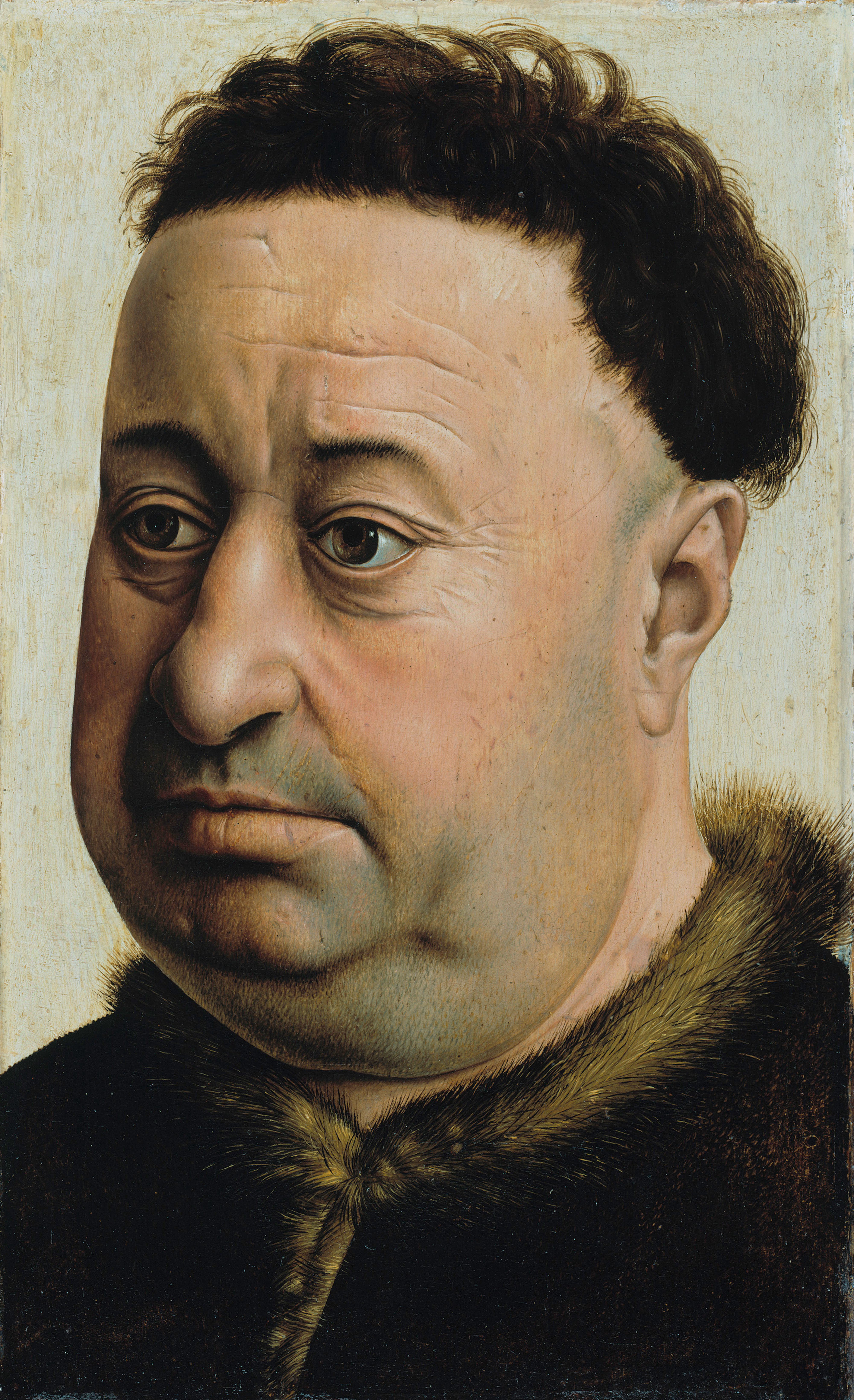
Kövér férfi arcképe (1425 körül, Gemäldegalerie (Berlin))